# Playa Remanso
Playa Remanso (San Rafael / El Sucio) är en badort vid Stillahavskusten i södra Nicaragua. Den ligger i kommunen San Juan del Sur, fyra kilometer sydost om kommunens centralort med samma namn.

## Aktiviteter
Vid stranden finns det utmärkta bad- och surfingmöjligheter. Badorten är känd för surfingskolor då vågorna är utmärkta för nybörjare. På kvällen kan man njuta av den fina solnedgången.